# Maccabi Tel Aviv B.C.
Maccabi Tel Aviv B.C. je izraelski košarkaški klub iz Tel Aviva. Natječe se u Europi i u izraelskom prvenstvu, a dio je športskog društva Maccabi Tel Aviv.

## Povijest
Maccabi je osnovan 1932. godine. 1954. u prvoj godini izraelskog prvenstva, Maccabi osvaja naslov prvaka. Od tada postaju dominantni u izraelskom prvenstvu, čemu svjedoči osvajanje 47 naslova izraelskog prvaka (uključujući niz od 23 uzastopna naslova prvaka od 1970. do 1992. godine) i 36 naslova izraelskog kupa. Klub nikada nije završio prvenstvo na nižoj poziciji od trećeg mjesta. 
Maccabijevi najveći rival je onaj gradski Hapoel Tel Aviv, međutim Hapoel je zadnji naslov prvaka osvojio daleke 1969. godine. Od tada, jedine dvije momčadi koje su u izraelskom prvenstvu uspjele pobijediti Maccabi bile su Hapoel Galil Elyon (1963.) i Hapoel Holon (2008.). 
Klub se europskim natjecanjima pridružuje 1958. i kasnije postaje jednim od najboljih europskih košarkaških momčadi. U kolovozu 2005., Maccabi je odigrao 557 utakmicu u europskim natjecanjima. Uspio je pobijediti u njih 359, postigavši ukupno 50,012 poena, nasuprot protivničkih 48,150 poena. 
Prvi europski naslov osvajaju 1977. godine, kada u finalnoj utakmici u Beogradu pobijeđuju 78:70 talijanski Mobilgirgi Varese.  

## Trofeji
- Euroliga / Suproliga / Kup prvaka: 6 (1977., 1981., 2001., 2004., 2005., 2014.)

- Interkontinentalni kup: 1 (1980.)

- Jadranska liga: 1 (2012.)

- Izraelsko prvenstvo: 51 (1954., 1955., 1957., 1958., 1959., 1962., 1963., 1964., 1967., 1968., 1970., 1971., 1972., 1973., 1974., 1975., 1976., 1977., 1978., 1979., 1980., 1981., 1982., 1983., 1984., 1985., 1986., 1987., 1988., 1989., 1990., 1991., 1992., 1994., 1995., 1996., 1997., 1998., 1999., 2000., 2001., 2002., 2003., 2004., 2005., 2006., 2007., 2009., 2011., 2012., 2014.)

- Izraelski kup: 41 (1956., 1958., 1959., 1961., 1963., 1964., 1965., 1966., 1970., 1971., 1972., 1973., 1975., 1977., 1978., 1979., 1980., 1981., 1982., 1983., 1985., 1986., 1987., 1989., 1990., 1991., 1994., 1998., 1999., 2000., 2001., 2002., 2003., 2004., 2005., 2006., 2010., 2011., 2012., 2013., 2014.)

- Izraelski liga-kup: (5) (2008., 2010., 2011., 2012., 2013.)

## Poznati igrači
| - Donald Royal - Frank Brickowski - Radisav Ćurčić - Tom Chambers - David Benoit - Victor Alexander - Dallas Comegys - Nate Huffman - Anthony Parker - Quincy Lewis | - Beno Udrih - Šarūnas Jasikevičius - Maceo Baston - Will Bynum - Noel Felix - Terence Morris - Marcus Fizer - Alex Garcia - Vonteego Cummings - Esteban Batista | - Rodney White - Will Solomon - Marcus Brown - Carlos Arroyo - Dee Brown - Miki Berkovich - Doron Jamchi - Tanhum Cohen-Mintz - Motti Aroesti - Doron Sheffer | - Oded Katash - Nadav Henefeld - Tal Brody - Lou Silver - Aulcie Perry - LaVon Mercer - Ariel McDonald - Kevin Magee - Nikola Vujčić |

## Vanjske poveznice
- Službena stranica
- Službena navijačka stranica  Arhivirana inačica izvorne stranice od 5. lipnja 2007. (Wayback Machine)
- Maccabi Tel Aviv na Euroleague.net
- Igrači Maccabija (1953.–2007).[neaktivna poveznica] na Basketpedya.com

| Euroliga 2008./09.         | Euroliga 2008./09. |
| -------------------------- | --- |
|                            | |
| Prvak                      | Panathinaikos |
|                            | |
| Finalist                   | CSKA Moskva |
|                            | |
| Treće mjesto               | Regal FC Barcelona |
|                            | |
| Četvrto mjesto             | Olympiakos |
|                            | |
| Ispali u četvrtfinalu      | Montepaschi Siena • Partizan Igokea • Real Madrid • TAU Cerámica                                                                          |
|                            | |
| Stigli do Top 16           | AJ Milano • ALBA Berlin • Asseco Prokom Sopot • Cibona Zagreb • Fenerbahçe Ülker • Lottomatica Rim • Maccabi Tel Aviv • Unicaja Málaga    |
|                            | |
| Ispali u regularnom dijelu | Air Avellino • DKV Joventut • Fenerbahçe Ülker • Le Mans • Panionios OnTelecoms • SLUC Nancy • Union Olimpija Ljubljana • Žalgiris Kaunas |

| Euroliga 2008./09.         | Euroliga 2008./09. |
| -------------------------- | --- |
|                            | |
| Prvak                      | Panathinaikos |
|                            | |
| Finalist                   | CSKA Moskva |
|                            | |
| Treće mjesto               | Regal FC Barcelona |
|                            | |
| Četvrto mjesto             | Olympiakos |
|                            | |
| Ispali u četvrtfinalu      | Montepaschi Siena • Partizan Igokea • Real Madrid • TAU Cerámica                                                                          |
|                            | |
| Stigli do Top 16           | AJ Milano • ALBA Berlin • Asseco Prokom Sopot • Cibona Zagreb • Fenerbahçe Ülker • Lottomatica Rim • Maccabi Tel Aviv • Unicaja Málaga    |
|                            | |
| Ispali u regularnom dijelu | Air Avellino • DKV Joventut • Fenerbahçe Ülker • Le Mans • Panionios OnTelecoms • SLUC Nancy • Union Olimpija Ljubljana • Žalgiris Kaunas |

| ABA liga                                                                                    | ABA liga |
| ------------------------------------------------------------------------------------------- | --- |
|                                                                                             | |
| Nazivi: Goodyear liga (2001. – 2006.) · NLB liga (2006. – 2011.) · ABA liga (2011. – danas) | |
|                                                                                             | |
| Sudionici 2024./25.                                                                         | Igokea (Laktaši / Aleksandrovac) · Mornar (Bar) · Budućnost (Podgorica) · Studentski centar (Podgorica) · Split · Zadar · Cibona (Zagreb) · Cedevita Olimpija (Ljubljana) · Krka (Novo Mesto) · Crvena zvezda (Beograd) · FMP (Beograd) · Partizan (Beograd) · Mega (Beograd / Srijemska Mitrovica) · Borac (Čačak) · Spartak (Subotica) · Dubai |
|                                                                                             | |
| Bivši sudionici (2001. – 2024.)                                                             | Borac (Banja Luka) · Bosna (Sarajevo) · Široki (Široki Brijeg) · Sloboda (Tuzla) · Levski (Sofija) · Lovćen (Cetinje) · Sutjeska (Nikšić) · ČEZ (Nymburk) · Kvarner (Rijeka) · Šibenik · Cedevita (Zagreb) · Zagreb · Maccabi (Tel Aviv) · Szolnoki Olaj · Karpoš Sokoli (Skoplje) · MZT (Skoplje) · Helios (Domžale) · Laško · Olimpija (Ljubljana) · Slovan (Ljubljana) · Šentjur · Koper Primorska (Kopar) · FMP Železnik (Beograd) · Radnički (Kragujevac) · Vojvodina Srbijagas (Novi Sad) · Metalac (Valjevo) · Vršac |
|                                                                                             | |
| Sezone:                                                                                     | 2001./02. · 2002./03. · 2003./04. · 2004./05. · 2005./06. · 2006./07. · 2007./08. · 2008./09. · 2009./10. · 2010./11. · 2011./12. · 2012./13. · 2013./14. · 2014./15. · 2015./16. · 2016./17. · 2017./18. · 2018./19. · 2019./20. · 2020./21. · 2021./22. · 2022./23. · 2023./24. · 2024./25. · |
|                                                                                             | |
| Prvaci:                                                                                     | Partizan (7) · Crvena zvezda (7) · FMP Železnik (2) · Olimpija (1) · Zadar (1) · Vršac (1) · Maccabi (1) · Cibona (1) · Budućnost (1) |
|                                                                                             | |
| Doprvaci:                                                                                   | Cedevita (4) · Partizan (4) · Cibona (3) · Crvena zvezda (3) · Budućnost (2) Krka (1) · Maccabi (1) · FMP Železnik (1) · Vršac (1) · Olimpija (1) · Mega (1) · |
|                                                                                             | |
| Prvaci regularne sezone:                                                                    | Crvena zvezda (6) · Partizan (4) · Cibona (2) · Olimpija (1) · Vršac (1) · FMP Železnik (1) · Maccabi (1) · Igokea (1) · Budućnost (1) |
|                                                                                             | |
| ostala natjecanja                                                                           | Druga ABA liga · Superkup ABA lige |

| ABA liga                                                                                    | ABA liga |
| ------------------------------------------------------------------------------------------- | --- |
|                                                                                             | |
| Nazivi: Goodyear liga (2001. – 2006.) · NLB liga (2006. – 2011.) · ABA liga (2011. – danas) | |
|                                                                                             | |
| Sudionici 2024./25.                                                                         | Igokea (Laktaši / Aleksandrovac) · Mornar (Bar) · Budućnost (Podgorica) · Studentski centar (Podgorica) · Split · Zadar · Cibona (Zagreb) · Cedevita Olimpija (Ljubljana) · Krka (Novo Mesto) · Crvena zvezda (Beograd) · FMP (Beograd) · Partizan (Beograd) · Mega (Beograd / Srijemska Mitrovica) · Borac (Čačak) · Spartak (Subotica) · Dubai |
|                                                                                             | |
| Bivši sudionici (2001. – 2024.)                                                             | Borac (Banja Luka) · Bosna (Sarajevo) · Široki (Široki Brijeg) · Sloboda (Tuzla) · Levski (Sofija) · Lovćen (Cetinje) · Sutjeska (Nikšić) · ČEZ (Nymburk) · Kvarner (Rijeka) · Šibenik · Cedevita (Zagreb) · Zagreb · Maccabi (Tel Aviv) · Szolnoki Olaj · Karpoš Sokoli (Skoplje) · MZT (Skoplje) · Helios (Domžale) · Laško · Olimpija (Ljubljana) · Slovan (Ljubljana) · Šentjur · Koper Primorska (Kopar) · FMP Železnik (Beograd) · Radnički (Kragujevac) · Vojvodina Srbijagas (Novi Sad) · Metalac (Valjevo) · Vršac |
|                                                                                             | |
| Sezone:                                                                                     | 2001./02. · 2002./03. · 2003./04. · 2004./05. · 2005./06. · 2006./07. · 2007./08. · 2008./09. · 2009./10. · 2010./11. · 2011./12. · 2012./13. · 2013./14. · 2014./15. · 2015./16. · 2016./17. · 2017./18. · 2018./19. · 2019./20. · 2020./21. · 2021./22. · 2022./23. · 2023./24. · 2024./25. · |
|                                                                                             | |
| Prvaci:                                                                                     | Partizan (7) · Crvena zvezda (7) · FMP Železnik (2) · Olimpija (1) · Zadar (1) · Vršac (1) · Maccabi (1) · Cibona (1) · Budućnost (1) |
|                                                                                             | |
| Doprvaci:                                                                                   | Cedevita (4) · Partizan (4) · Cibona (3) · Crvena zvezda (3) · Budućnost (2) Krka (1) · Maccabi (1) · FMP Železnik (1) · Vršac (1) · Olimpija (1) · Mega (1) · |
|                                                                                             | |
| Prvaci regularne sezone:                                                                    | Crvena zvezda (6) · Partizan (4) · Cibona (2) · Olimpija (1) · Vršac (1) · FMP Železnik (1) · Maccabi (1) · Igokea (1) · Budućnost (1) |
|                                                                                             | |
| ostala natjecanja                                                                           | Druga ABA liga · Superkup ABA lige |